# Ride On
Pour plus de détails, voir Fiche technique et Distribution.
Ride On (龙马精神, Lóngmǎ jīngshén) est un film chinois d’action et de drame réalisé par Larry Yang, sorti en 2023. Le film met en vedette Jackie Chan dans le rôle principal d’un cascadeur vieillissant et raconte l’histoire de sa relation avec son cheval de cascade et sa fille, sur fond de poursuites judiciaires et de souvenirs douloureux. Entre scènes d’action et émotions familiales, le film rend hommage à la carrière de Jackie Chan et à la communauté méconnue des cascadeurs. 

## Synopsis
Lao Luo, un cascadeur solitaire, est sur le point de perdre son cheval bien-aimé, Red Hare, à la suite d’un différend juridique avec un créancier. Pour l’aider, il fait appel à sa fille, qu’il n’a pas vue depuis des années. Alors que père et fille tentent de se rapprocher, le passé de Lao Luo refait surface à travers une série de confrontations, de poursuites et de souvenirs liés à ses anciennes gloires dans l’industrie du cinéma.

## Fiche technique
- Titre original : 龙马精神 (Lóngmǎ jīngshén)
- Titre français : Ride On
- Réalisation : Larry Yang
- Scénario : Larry Yang
- Musique : Nathan Wang
- Photographie : Siu-Keung Cheng
- Montage : Chi-Leung Kwong
- Production : Alibaba Pictures, Beijing Hairun Pictures
- Société de distribution : Huace Pictures, Well Go USA Entertainment
- Format : Couleurs - 2,39:1 - Son Dolby Digital
- Pays d’origine :  Chine
- Langue originale : mandarin
- Genre : Action, drame
- Durée : 126 minutes
- Dates de sortie :
  -  Chine : 7 avril 2023

## Distribution
- Jackie Chan : Lao Luo
- Liu Haocun : Xiao Bao, la fille de Lao Luo
- Guo Qilin : Naihua, le petit ami avocat
- Yu Ailei : Dami Ge, le collectionneur de dettes
- Joey Yung : Yuanjie
- Andy On : He Xin
- Yu Rongguang : caméo

## Production

### Genèse
Ride On est une déclaration d’amour de Jackie Chan à la communauté des cascadeurs. Il a participé au développement de l’histoire avec Larry Yang, scénariste et réalisateur du film. Le projet a été conçu comme un hommage à sa propre carrière et à ses chevaux d'action.

### Tournage
Le tournage s’est déroulé dans plusieurs villes chinoises, dont Hangzhou et Shanghai, entre 2021 et début 2022. De nombreuses cascades sont réalisées par Jackie Chan lui-même, dans la tradition de ses films des années 1980–1990.

## Musique
La bande originale est composée par Nathan Wang, habitué aux films familiaux et à l’action asiatique. Elle accompagne des moments tantôt spectaculaires, tantôt introspectifs. Le thème principal est une ballade orchestrale qui évoque la nostalgie du passé.

## Accueil

### Critique
Ride On reçoit un accueil critique généralement favorable en Chine et à l’international. Le film est salué pour sa sincérité émotionnelle, ses cascades à l’ancienne et l’interprétation touchante de Jackie Chan dans un rôle plus vulnérable.
Sur le site agrégateur Rotten Tomatoes, le film obtient une note de 77 % sur la base de 21 critiques, avec un score moyen de 6,8/10.

### Box-office
Sorti en Chine le 7 avril 2023, le film réalise 11 millions de dollars lors de son week-end d’ouverture. Il termine son exploitation en Chine avec plus de 30 millions US$ de recettes.
Aux États-Unis, distribué par Well Go USA, Ride On sort dans un nombre limité de salles, totalisant environ 800 000 dollars en fin de course.

## Analyse
Le film est ponctué de séquences où sont insérées de véritables images d’archives de Jackie Chan durant sa carrière. Plusieurs critiques y voient une forme de  « testament cinématographique » dans lequel Chan transmet un message à la fois d’adieu et de gratitude à l’industrie du cinéma.